# Centro de Integração Empresa-Escola
O Centro de Integração Empresa-Escola (CIEE) é uma associação brasileira, de direito privado, sem fins lucrativos, beneficente de assistência social e reconhecida de utilidade pública, que, dentre vários programas, possibilita aos jovens estudantes brasileiros, uma formação integral, ingressando-os ao mercado de trabalho, por meio de treinamentos e programas de estágio e aprendizagem.
Administra por ano o estágio de cerca de 200 mil estudantes, além da aprendizagem de 100 mil adolescentes e jovens.

## História
A mais antiga unidade do CIEE foi fundada em 1964 no estado de São Paulo. Um dos grandes marcos para o desenvolvimento da instituição foi um acordo feito com a Caixa Econômica Federal, em 1981. Em 1968 foi inaugurada a unidade de Pernambuco. Em 1969 foi criada uma unidade no Rio Grande do Sul, que até 2014 encaminhou mais de um milhão e meio de jovens para o mercado de trabalho.